# Robert Joachim
Pour les articles homonymes, voir Joachim.
Robert Joachim, né le 13 janvier 1987 et mort le 25 novembre 2020, est un haltérophile allemand.

## Palmarès

### Championnats d'Europe
- 2018 à Bucarest
  -  Médaille d'argent en moins de 69 kg